# Neuseeländische Cricket-Nationalmannschaft in Indien in der Saison 1999/2000
Die Tour der neuseeländischen Cricket-Nationalmannschaft nach Indien in der Saison 1999/2000 fand vom 10. Oktober bis zum 17. November 1999 statt. Die internationale Cricket-Tour war Bestandteil der Internationalen Cricket-Saison 1999/2000 und umfasste drei Tests und fünf ODIs. Indien gewann die Test-Serie 1–0 und die ODI-Serie 3–2.

## Vorgeschichte
Indien bestritt zuvor ein Turnier in Kenia, für Neuseeland war es die erste Tour der Saison. Das letzte Aufeinandertreffen der beiden Mannschaften bei einer Tour fand in der Saison 1997/98 in Indien statt.

## Stadien
Die folgenden Stadien wurden für die Tour als Austragungsort vorgesehen.
| Stadion                                | Stadt     | Kapazität | Spiele  |
| -------------------------------------- | --------- | --------- | ------- |
| Sardar Patel Stadium                   | Ahmedabad | 54.000    | 3. Test |
| Feroz Shah Kotla                       | Delhi     | 48.000    | 5. ODI  |
| Nehru Stadium                          | Guwahati  | 15.000    | 4. ODI  |
| Captain Roop Singh Stadium             | Gwalior   | 18.000    | 3. ODI  |
| Lal Bahadur Shastri Stadium            | Hyderabad | 25.000    | 2. ODI  |
| Green Park Stadium                     | Kanpur    | 33.000    | 2. Test |
| Punjab Cricket Association Stadium     | Mohali    | 35.000    | 1. Test |
| Saurashtra Cricket Association Stadium | Rajkot    | 28.000    | 1. ODI  |

## Kaderlisten
Indien benannten ihren Kader am 6. Oktober 1999.
| Test | Test | ODI | ODI |
| Indien | Neuseeland | Indien | Neuseeland |
| --- | --- | --- | --- |
| - Vijay Bharadwaj - Rahul Dravid - Devang Gandhi - Sourav Ganguly - Harbhajan Singh - Ajay Jadeja - Sunil Joshi - Anil Kumble - Mannava Prasad - Venkatesh Prasad - Sadagoppan Ramesh - Javagal Srinath - Sachin Tendulkar | - Nathan Astle - Matthew Bell - Chris Cairns - Stephen Fleming - Chris Harris - Matt Horne - Shyne O’Connor - Adam Parore - Craig McMillan - Dion Nash - Craig Spearman - Gary Stead - Daniel Vettori - Paul Wiseman | - Ajit Agarkar - Vijay Bharadwaj - Nikhil Chopra - Rahul Dravid - Devang Gandhi - Sourav Ganguly - Harbhajan Singh - Ajay Jadeja - Sunil Joshi - Thirunavukkarasu Kumaran - Anil Kumble - Debasis Mohanty - Mannava Prasad - Venkatesh Prasad - Javagal Srinath - Sachin Tendulkar | - Nathan Astle - Chris Cairns - Chris Drum - Stephen Fleming - Chris Harris - Dion Nash - Shyne O’Connor - Adam Parore - Craig Spearman - Scott Styris - Alex Tait - Roger Twose - Daniel Vettori |

## Tour Matches
| 30. September – 2. Oktober Scorecard | Pune | New Zealanders 135-6 (44) | – | India A |
|                                      |      | Remis                     |   |         |

| 5. – 7. Oktober | Jodhpur | Indian Board President’s XI 298 (97.3) & 79-4 (29) | – | New Zealanders 444-5 (130) |
|                 |         | Remis                                              |   |                            |

| 17. – 19. Oktober Scorecard | Bangalore | New Zealanders 249-6d (90) & 105 (47.5) | – | Karnataka 269-9d (82) & 86-3 (20.4) |
|                             |           | Karnataka gewinnt mit 7 Wickets         |   |                                     |

## Tests

### Erster Test in Chandigarh
| 10. – 14. Oktober Scorecard | Chandigarh | Indien 83 (27) & 505-3d (183) | – | Neuseeland 215 (91.1) & 251-7 (135) |
|                             |            | Remis                         |   |                                     |

### Zweiter Test in Kanpur
| 22. – 25. Oktober Scorecard | Kanpur | Neuseeland 256 (102.5) & 155 (66.5) | – | Indien 330 (148.1) & 83-2 (18.2) |
|                             |        | Indien gewinnt mit 8 Wickets        |   |                                  |

### Dritter Test in Ahmedabad
| 29. Oktober – 2. November Scorecard | Ahmedabad | Indien 583-7d (167) & 148-5d (32) | – | Neuseeland 308 (141.4) & 252-2 (95) |
|                                     |           | Remis                             |   |                                     |

## One-Day Internationals

### Erstes ODI in Rajkot
| 5. November Scorecard | Rajkot | Neuseeland 349-9 (50)          | – | Indien 306 (47) |
|                       |        | Neuseeland gewinnt mit 43 Runs |   |                 |

### Zweites ODI in Hyderabad
| 8. November Scorecard | Hyderabad | Indien 376-2 (50)           | – | Neuseeland 202 (33.1) |
|                       |           | Indien gewinnt mit 174 Runs |   |                       |

Beim Spiel gelangen Rahul Dravid und Sachin Tendulkar mit 331 Runs ein Weltrekord für eine Partnership im ODI-Cricket.

### Drittes ODI in Gwalior
| 11. November Scorecard | Gwalior | Indien 261-5 (50)          | – | Neuseeland 247-8 (50) |
|                        |         | Indien gewinnt mit 14 Runs |   |                       |

### Viertes ODI in Guwahati
| 14. November Scorecard | Guwahati | Neuseeland 236-9 (50)          | – | Indien 188 (45.3) |
|                        |          | Neuseeland gewinnt mit 48 Runs |   |                   |

### Fünftes ODI in Delhi
| 17. November Scorecard | Delhi | Neuseeland 179-9 (50)        | – | Indien 181-3 (44) |
|                        |       | Indien gewinnt mit 7 Wickets |   |                   |